# Ropalodontus baudueri
Ropalodontus baudueri es una especie de coleóptero de la familia Ciidae.

## Distribución geográfica
Habita en Lot y Garona (Francia).